# Castell de Wiltz
El Castell de Wiltz (en luxemburguès: Schlass Wolz; en francès: Château de Wiltz) situat en el poble de Wiltz al nord de Luxemburg, data de 1573. És conegut sobretot per albergar un festival anual de música.

## Història

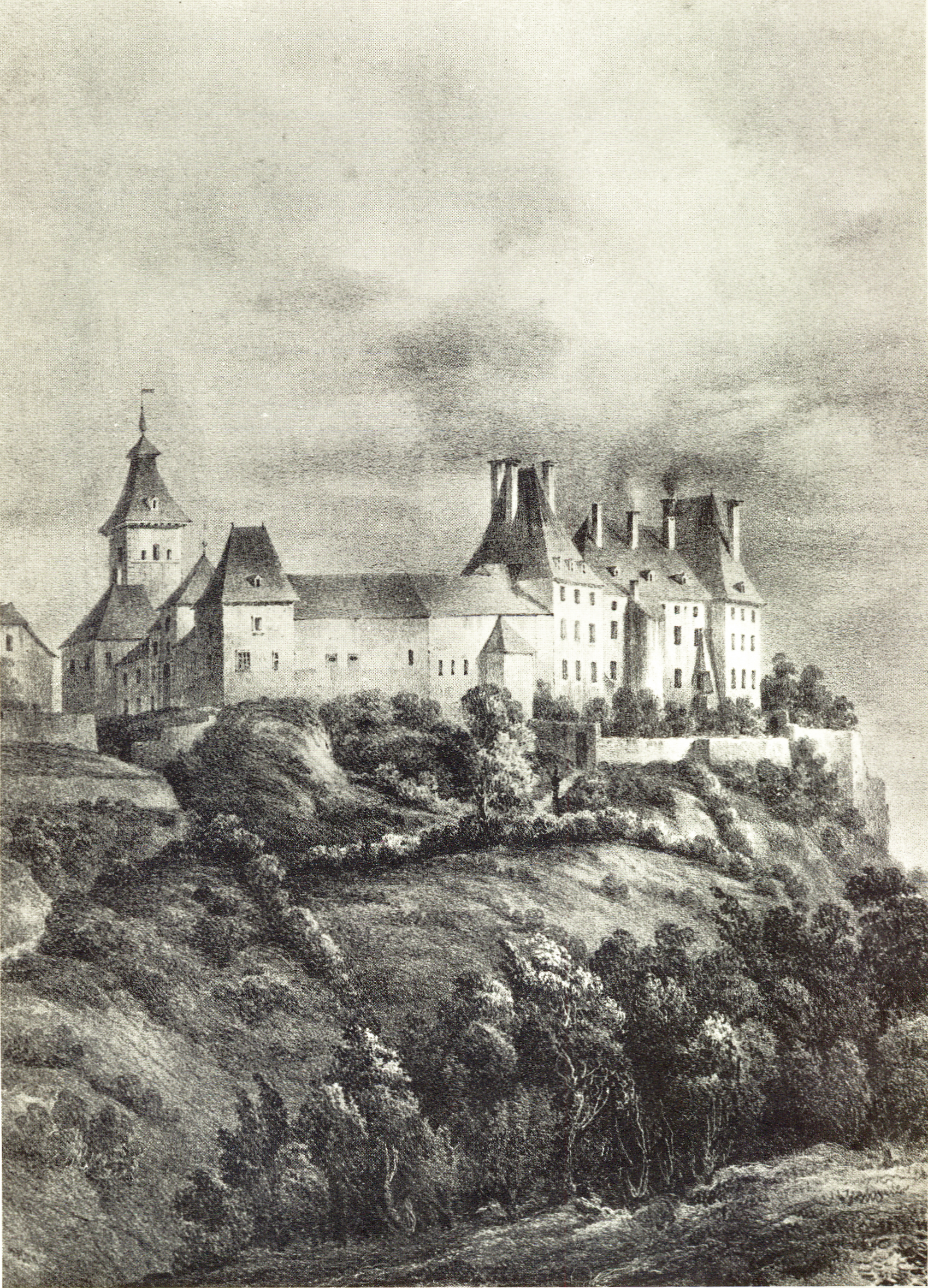
Dibuix del castell per Nicolas Liez (1834)

Al segle xiii, els senyors de Wiltz van construir un castell sobre un promontori rocós, iniciant el desenvolupament de la ciutat de Wiltz. El 1388, els francesos van atacar la ciutat i van cremar el castell que aviat va ser reparat. El 1453, Wiltz va ser novament atacada, aquesta vegada per les tropes de Felip III de Borgonya. Sota el comte Joan VI de Wiltz, es va iniciar la construcció de l'actual castell el 1631. Després dels retards causats per la Guerra dels Trenta Anys, l'edifici principal es va acabar prop de 1720. L'antiga capella el 1722 i l'escalinata fins als jardins es va completar el 1727. Els locals del castell van ser adquirits per l'Estat de Luxemburg el 1951 per al seu ús com a residència d'ancians.

## Festival de música
Des de 1953, el castell de Wiltz ha estat la seu d'un festival de música internacional que atreu artistes i orquestres de renom internacional. No solament la música clàssica, sinó també el jazz i el rock estan inclosos al festival que té una durada de tres setmanes des de finals de juny fins a mitjan juliol. A partir de l'any 1991, es va instal·lar un sostre desmuntable, per donar refugi als centenars d'espectadors que d'un altre mode podrien ser molestats pel possible mal temps.

## Museus
Des de 1999, les estables del castell han allotjat el Museu Nacional d'elaboració de cervesa (Musée National d'Art Brassicole). El museu recorre la història de la producció de cervesa als últims 6.000 anys, especialment els desenvolupaments més recents a Luxemburg.
Un altre petit museu (Musée de la Tannerie) presenta la història de la indústria del cuir a Wiltz que data de 1644. El 1887, la ciutat tenia 28 empreses d'adoberia. Els dos més grans productors van tancar el 1953 i el 1961.